# (1887) Virton
(1887) Virton es un asteroide que forma parte del cinturón de asteroides y fue descubierto el 5 de octubre de 1950 por Sylvain Julien Victor Arend desde el Real Observatorio de Bélgica, Uccle.

## Designación y nombre
Virton recibió al principio la designación de 1950 TD.
Más tarde, se nombró por la ciudad belga de Virton.

## Características orbitales
Virton está situado a una distancia media del Sol de 3,01 ua, pudiendo acercarse hasta 2,673 ua. Su excentricidad es 0,1119 y la inclinación orbital 9,614°. Emplea en completar una órbita alrededor del Sol 1908 días.